# Factor de soroll
En telecomunicacions, el factor de soroll o figura de soroll ({\displaystyle F}) és la mesura en què es degrada la relació senyal/soroll (SNR) d'un senyal de ràdiofreqüència (RF), en travessar els diferents components electrònics actius d'un sistema receptor de comunicacions. Concretament, {\displaystyle F} es defineix com la relació del soroll tèrmic a l'entrada, entre el soroll tèrmic a la sortida del dispositiu. Es pot entendre doncs {\displaystyle F} com l'aportació del mateix dispositiu al soroll tèrmic. Normalment el factor de soroll {\displaystyle F} es calcula com:
{\displaystyle F={\frac {{SNR}_{in}}{{SNR}_{out}}}}
En ser els valors de soroll i senyal expressats normalment en escala logarítmica (dB), el factor de soroll serà:
{\displaystyle F[dB]={SNR}_{in}[dB]-{SNR}_{out}[dB]=10\cdot \log F}
Per calcular el factor de soroll equivalent d'una sèrie de dispositius en cascada, es fa servir la Fórmula de Friis:
{\displaystyle F=F_{1}+{\frac {F_{2}-1}{G_{1}}}+{\frac {F_{3}-1}{G_{1}G_{2}}}+{\frac {F_{4}-1}{G_{1}G_{2}G_{3}}}+\cdots +{\frac {F_{n}-1}{G_{1}G_{2}G_{3}\cdots G_{n-1}}},}
On {\displaystyle F_{n}} és el factor de soroll de l'enèsim dispositiu i {\displaystyle G_{n}} el seu guany.